# Spark (film, 2024)
Spark je americký hraný film z roku 2024, který režíroval Nicholas Giuricich podle vlastního scénáře. Snímek měl světovou premiéru na kanadském Inside Out 2SLGBTQ+ Film Festivalu dne 24. května 2024.

## Děj
Aaron je romanticky založený mladík, který nedokáže navázat vztah. Jeho spolubydlící Dani si však myslí, že zná důvod, proč jeho vztahy pravidelně selhávají. Jednoho dne jsou oba pozváni na narozeninovou oslavu. Zde se Aaron setkává s atraktivním Trevorem, čímž se jeho život radikálně změní. Poté, co mají spolu sex, se Aaron probudí a znovu prožívá rozhovor, který ráno vedl s Danim. Celý den se znovu opakuje.

## Obsazení
| Theo Germaine      | Aaron     |
| Vico Ortiz         | Dani      |
| Danell Leyva       | Trevor    |
| Abigail Achiri     | Shannon   |
| Christina Villa    | Veronique |
| Brooke Bayer       | Emily     |
| Jason Caceres      | Franco    |
| Joey Jupiter-Levin | matka     |
| Nancy Nave         | Terra     |